# Phora himachalensis
Phora himachalensis är en tvåvingeart som beskrevs av Mikhail B. Mostovski 2002. Phora himachalensis ingår i släktet Phora och familjen puckelflugor. Inga underarter finns listade i Catalogue of Life.